# Wladimir Alexandrowitsch Panow

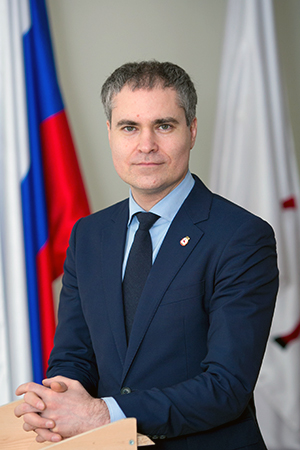
Wladimir Panow (2019)

Wladimir Alexandrowitsch Panow (russisch Владимир Александрович Панов; * 10. Oktober 1975 in Gorki, Russische Sowjetrepublik, Sowjetunion) ist ein russischer Politiker. Vom 17. Januar 2018 bis 6. Mai 2020 war er Oberbürgermeister der Stadt Nischni Nowgorod.

## Leben
Wladimir Alexandrowitsch Panow wurde 1975 in Nischni Nowgorod geboren (damals hieß die Stadt Gorki). 1997 schloss er sein Studium an der Lobatschewski-Universität Nischni Nowgorod ab.
Seit 31. März 2009 ist er Mitglied der Partei Einiges Russland. Von 2010 bis 2015 war er Stadtduma-Abgeordneter in Nischni Nowgorod.
Bei der Parlamentswahl 2016 wurde er in die Duma gewählt und war bis zu seiner Wahl zum Oberbürgermeister der Stadt Nischni Nowgorod Duma-Abgeordneter. Am 17. Januar 2018 wurde er zum Oberbürgermeister von Nischni Nowgorod gewählt. Am 6. Mai 2020 trat er mit Zustimmung der Stadtduma zurück, um einer Beschäftigung bei Rosatom nachzugehen. Der erste Stellvertreter Juri Shalabaew wurde zum amtierenden Bürgermeister der Stadt ernannt.

## Privates
Panow ist verheiratet und hat einen Sohn.